# Geoffrey Simon
Geoffrey Simon (Adelaide, 3 luglio 1946) è un direttore d'orchestra australiano.

## Biografia
Geoffrey Simon è nato il 3 luglio 1946 ad Adelaide. Ha studiato con Herbert von Karajan, Rudolf Kempe, Hans Swarowsky e Igor Markevitch. Ha vinto il primo premio John Player International Conductors' Award.
Ha realizzato 45 registrazioni per diverse etichette, combinando opere familiari con anteprime mondiali di opere dimenticate di Čajkovskij, Respighi, Borodin, Musorgskij, Smetana, Grainger, Debussy, Ravel, Saint-Saëns e Les Six.
Per la sua etichetta, la Cala Records, Geoffrey Simon ha registrato una serie di dischi in cui ha riunito gruppi di singoli strumenti - tutti violini, viole, violoncelli, contrabbassi, corni, trombe, tromboni e arpe - scelti tra i principali solisti e orchestrali di Londra. Le registrazioni hanno attirato l'interesse di strumentisti, compositori e pubblico di tutto il mondo.

### Esibizioni
Si è esibito a Londra con la London Philharmonic Orchestra la London Symphony Orchestra, la Philharmonia Orchestra, la Royal Philharmonic Orchestra, la London Chamber Orchestra e la English Chamber Orchestra.
A livello internazionale, è apparso con le orchestre sinfoniche di Atlanta, City of Birmingham, Bournemouth, Fort Worth, Milwaukee, St Louis, Sapporo, Shanghai, l'American Symphony Orchestra, la Tokyo Metropolitan, inoltre le orchestre di Israele, Mosca, Monaco, New Japan Philharmonic, la Residentie Orchestra dell'Aia, le sei maggiori orchestre australiane e l'Opera Australia.

### Come direttore
Tra i suoi incarichi musicali, la Albany Symphony Orchestra (New York), la Sacramento Symphony (California) e l'Orchestra Simfònica de Balears "Ciutat de Palma" (Maiorca).
In precedenza è stato professore di musica e direttore della University of North Texas College of Music Symphony Orchestra di Denton, Texas.
Ha diretto un ciclo mahleriano come direttore musicale del Northwest Mahler Festival a Seattle. È consulente di progetti speciali classici di Arts Global (Londra, New York e Montreux) e membro della giuria dello Young Concert Artists (Parigi, Lipsia e New York) e della Australian Music Foundation (Londra).